# Mier y Terán
Mier y Terán är en ort i Mexiko.   Den ligger i kommunen San Esteban Atatlahuca och delstaten Oaxaca, i den sydöstra delen av landet, 300 km sydost om huvudstaden Mexico City. Mier y Terán ligger 2 576 meter över havet och antalet invånare är 383.
Terrängen runt Mier y Terán är kuperad åt nordost, men åt sydväst är den bergig. Runt Mier y Terán är det ganska tätbefolkat, med 72 invånare per kvadratkilometer. Närmaste större samhälle är Villa Chalcatongo de Hidalgo, 14,8 km öster om Mier y Terán. Trakten runt Mier y Terán består i huvudsak av gräsmarker.